# Männerpension
Pour plus de détails, voir Fiche technique et Distribution.
Männerpension (en français, Pension pour hommes) est un film allemand réalisé par Detlev Buck sorti en 1996.

## Synopsis
Le directeur de prison Fazetti essaie dans son établissement un nouveau projet de réinsertion. Deux prisonniers concernés, Hammer-Gerd et Rüdiger Steinbock, ont le droit d'être en dehors de la prison pendant une semaine sous la surveillance de femmes. Alors que Steinbock était déjà amoureux en prison de sa future hôtesse, Emilia, une aide-soignante dans une maison de retraite, Hammer-Gerd flirte au cours de la libération conditionnelle avec Maren, une chanteuse qui zézaie. Gerd doit retourner en prison après avoir tué un propriétaire de bar à cause d'un malentendu. Steinbock est renvoyé en prison sans explication après une nuit d'amour avec Emilia. Quand Maren et Emilia viennent rendre visite en prison, il devient évident que les deux couples continueront leurs relations respectives et attendront la libération.

## Fiche technique
- Titre : Männerpension
- Réalisation : Detlev Buck assisté d'Isabel Kleefeld (de)
- Scénario : Detlev Buck, Eckhard Theophil
- Musique : Detlef Petersen
- Direction artistique : Agi Ariunsaichan Dawaachu
- Costumes : Dorothee Kriener
- Photographie : Sławomir Idziak
- Son : Wolfgang Schukrafft
- Montage : Peter R. Adam (de)
- Production : Claus Boje
- Société de production : Boje Buck Produktion, Westdeutscher Rundfunk
- Société de distribution : Delphi Filmverleih Produktion
- Pays d'origine :  Allemagne
- Langue : allemand
- Format : couleur - 1,66:1 - Mono - 35 mm
- Genre : Comédie romantique
- Durée : 96 minutes
- Dates de sortie :
  - Allemagne : 1er février 1996.
  - États-Unis : 1er février 1996.

## Distribution
- Til Schweiger : Rüdiger Steinbock
- Detlev Buck : Hammer-Gerd
- Marie Bäumer : Emilia Bauer
- Heike Makatsch : Maren Krummsieg
- Gideon Singer (de) : Grand-mère Steinbock
- Leander Haußmann : Dr. Fazetti
- Horst Krause (de) : Le superintendant
- Gundula Petrovska (de) : Son épouse
- Tana Schanzara (de) : Henriette
- Ignaz Kirchner : Mohrmann
- Eckhard Theophil : Casi
- Steffen Schult : Stotterlarry
- Christof Wackernagel (de) : Le condamné
- Gennadi Vengerov : Atomotto
- Thomas Kaisz : Ufo
- Deborah Kaufmann : La vendeuse de plumes
- Frank Castorf : Le directeur de théâtre
- Johannes Silberschneider : Le proxénète
- Hannes Hellmann (de) : Kalle
- Jenny Elvers : Une visiteuse
- Steffi Kühnert : Une visiteuse

## Histoire
Le coscénariste Eckhard Theophil a passé huit années dans une prison de Hambourg.
Le film est tourné à Berlin et Potsdam entre le 18 juillet et le 13 septembre 1995. Il sort le 1er février 1996 en Allemagne et fait 3 300 000 spectateurs. Il sort le même jour aux États-Unis sous le titre Jailbirds.

## Bande originale
La version de Stand by Your Man par Heike Makatsch constitue le générique d'ouverture et sort en single de même que la bande originale du film le lendemain du film.
| N° | Interprète         | Titre                        | Durée |
| -- | ------------------ | ---------------------------- | ----- |
| 1  | Heike Makatsch     | Stand by Your Man            | 2:53  |
| 2  | Detlef Petersen    | Cat Calls                    | 2:35  |
| 3  | Roy Orbison        | In Dreams                    | 2:51  |
| 4  | Detlef Petersen    | Curango                      | 2:14  |
| 5  | Cussick & Anderson | Just One More Time           | 3:00  |
| 6  | Detlef Petersen    | Schubkarren Rennmusik        | 2:31  |
| 7  | Detlef Petersen    | Klopperei                    | 1:34  |
| 8  | Detlef Petersen    | N'Putj                       | 2:29  |
| 9  | Detlef Petersen    | Die Erfüllung Im Hühnerstall | 2:03  |
| 10 | Cussick & Anderson | Who Will Love You            | 3:40  |
| 11 | Detlef Petersen    | Turn The Radio On            | 2:39  |
| 12 | Detlef Petersen    | Striptease                   | 3:00  |
| 13 | Roy C.             | Shot Gun Wedding             | 2:15  |
| 14 | Detlef Petersen    | Emilia Theme                 | 2:32  |
| 15 | Heike Makatsch     | Stand by Your Man (Part II)  | 3:38  |
| 16 | Detlef Petersen    | Grand Finale                 | 4:20  |

## Récompenses et nominations
- Bambi du meilleur film allemand 1996
- Bayerischer Filmpreis du meilleur espoir féminin pour Heike Makatsch
- Goldene Leinwand
- Nomination au Deutscher Filmpreis : Meilleur film (1996)
- Jupiter Awards : Meilleur film 1997

## Source de la traduction
- (de) Cet article est partiellement ou en totalité issu de l’article de Wikipédia en allemand intitulé « Männerpension » (voir la liste des auteurs).